# 亀井和恵
亀井 和恵（かめい かずえ）は、NHK金沢放送局の元契約キャスター。

## 人物
石川県金沢市出身。石川県立金沢二水高等学校、名古屋大学を卒業。2002年に契約キャスターとして入局。2014年3月28日退局。同年7月、北陸新幹線の最上級車両で接客にあたる専属乗務員「グランクラスアテンダント」の1期生としてJR東日本子会社に入社した。

## 過去の担当番組
- ニュースいしかわ610 リポーター
- くらしのガイド メインキャスター
- かがのとしゅんしゅん便 メインキャスター（～2005年度）
- かがのとしゅんしゅん便 ビデオ便りナレーション（2006年度～2008年度）
- デジタル百万石 ハートプラザ（2006年度～2009年度）
- 石川アーカイブス
- おーい!ことじろう
- かがのとイブニング（「時の旅人」、「ここきて!」）
- こと金!（「ここきて!」）
- ニュースいしかわ845（不定期）